# Pułki zmechanizowane Wojska Polskiego

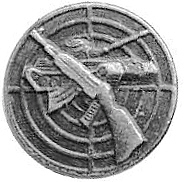
Korpusówka wojsk zmechanizowanych

Pułki zmechanizowane Wojska Polskiego – spis polskich pułków zmechanizowanych: ich geneza, podległość i przeformowania; skład organizacyjny: miejsca stacjonowania.

## Skład organizacyjny pułków

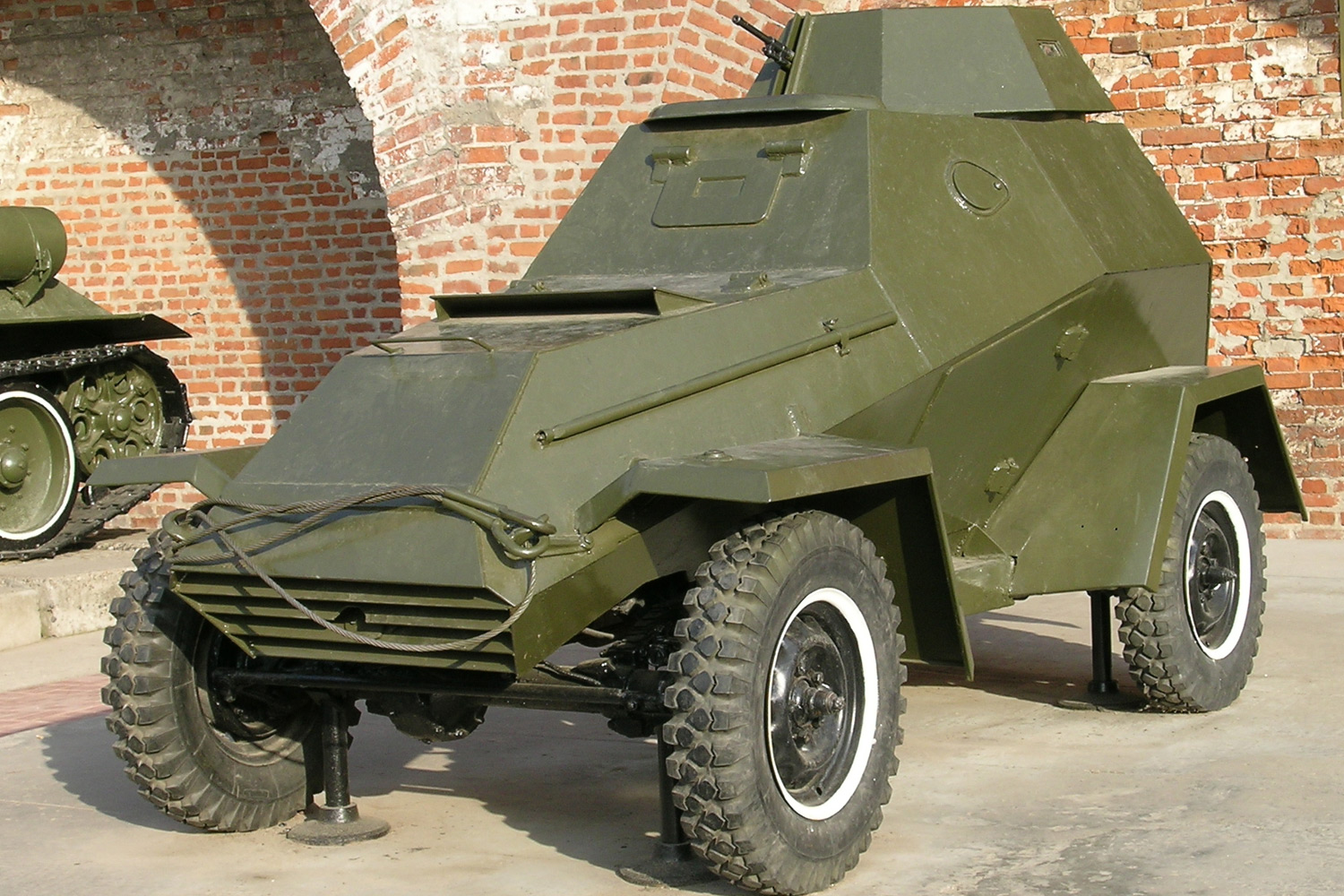
Samochód pancerny dowództwa BA-64

Na przełomie lat 40. i 50. XX w. w Wojsku Polskim rozpoczął się proces przechodzenia dywizji piechoty z trakcji konnej i pieszej na motorową. Początkowo na bazie pułków piechoty zaczęto tworzyć pułki zmotoryzowane, a w dalszej kolejności zmechanizowane. Jest sprawą dyskusyjną, czy oddziały te spełniały kryteria jednostek zmechanizowanych, niemniej jednak przyjmowały właśnie takie nazwy.
Na przestrzeni lat zmieniano i udoskonalano struktury pułków. Były one zawsze jednak kompromisem pomiędzy skomplikowaną sytuacją polityczno-militarna na świecie a możliwościami ekonomicznymi państwa.
W 1950 pułk zmechanizowany tworzyły: trzy bataliony piechoty zmotoryzowanej po trzy kompanie piechoty, kompania ckm, kompania moździerzy, pluton armat 57 mm ZiS-2, pluton łączności i drużyna naprawcza. Siłę uderzeniową stanowił batalion czołgów średnich z trzema kompaniami czołgów. Wsparcie ogniowe zapewniał dywizjon artylerii z trzema bateriami armat 76 mm ZiS-3 i bateria moździerzy 120 mm. Ponadto w pułku występował batalion szkolny oraz kompanie: saperów, łączności, rozpoznawcza, technicznego zaopatrzenia i pluton obrony przeciwchemicznej. Pułk liczył około 1800 żołnierzy.
W 1951 postanowiono wprowadzić do dywizji zmechanizowanej trzeci pułk zmechanizowany. Odbyło się to kosztem zmniejszenia liczby pododdziałów bojowych w batalionach piechoty zmotoryzowanej. We wszystkich kompaniach piechoty, moździerzy i ckm zredukowano liczbę plutonów z 3 do 2. W batalionie czołgów średnich zmniejszono liczbę kompanii do dwóch. Wprowadzenie tych zmian spowodowało znaczne zmniejszenie stanu osobowego pułku zmechanizowanego o ok. 30%.

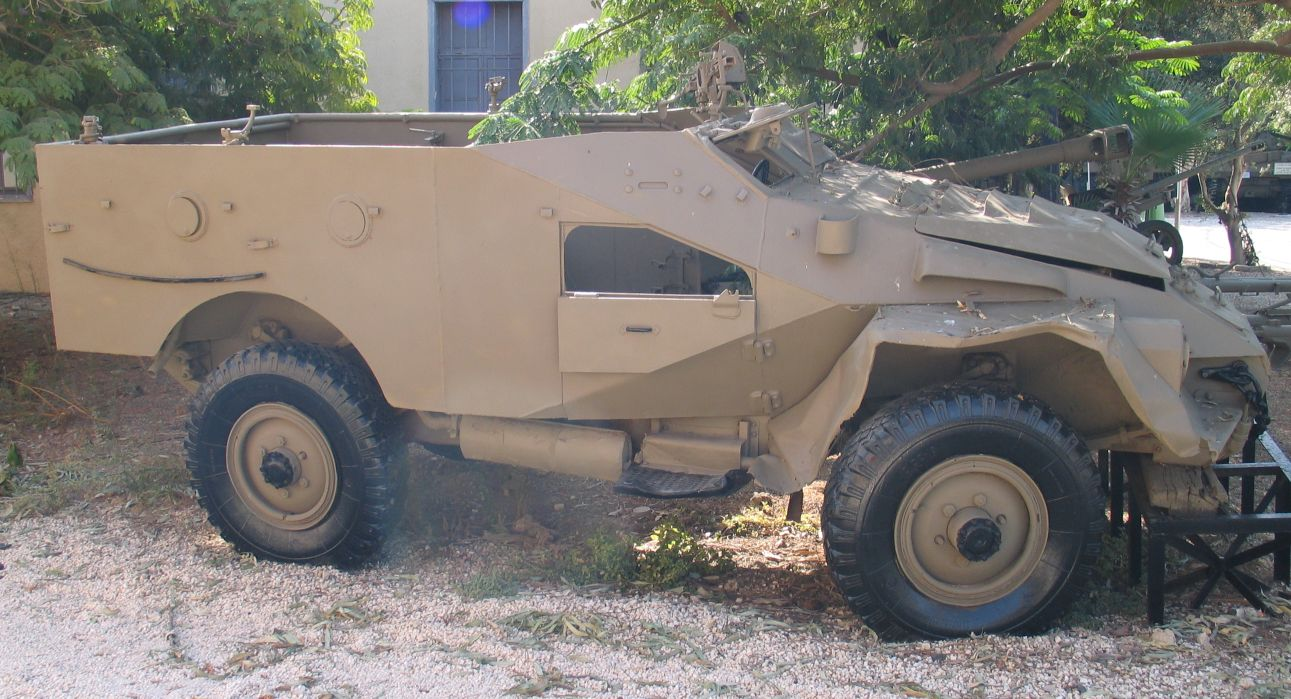
BTR-40

W 1952 wprowadzono nowe etaty dywizji zmechanizowanej typu B. Zachowano ogólną strukturę wcześniej sformowanych dywizji, jednak liczebność poszczególnych pododdziałów oraz stan ich uzbrojenia był znacznie niższy. Pułki zmechanizowane posiadały w swojej strukturze zaledwie jeden batalionu piechoty zmotoryzowanej. Nie posiadały też batalionu czołgów, a jedynie kompanię. Sprzęt bojowy pułku to: 10 czołgów średnich T-34/85 i 5 samochodów pancernych BA-64. Artylerię stanowiło: 14 armat, 14 moździerzy i 3 ciężkie granatniki przeciwpancerne (działa bezodrzutowe) T-21.
W 1954 formując 15 DZ, w batalionach piechoty zmotoryzowanej, w miejsce kompanii ckm wprowadzono baterię artylerii przeciwpancernej z plutonem armat i dwoma plutonami ciężkich granatników. W skład batalionu weszła również dodatkowo bateria artylerii przeciwlotniczej. W kompaniach piechoty zmotoryzowanej, oprócz dwóch plutonów piechoty, wprowadzono pluton ckm. Kompania czołgów średnich została tu zastąpiona kompanią czołgów i artylerii pancernej. Artyleria pułku wzmocniona została baterią artylerii przeciwlotniczej.
W 1955 wprowadzono dwa typy pułków zmechanizowanych: rozwinięty i skadrowany.
Rozwinięty posiadał: dwa bataliony piechoty zmotoryzowanej po dwie kompanie piechoty zmotoryzowanej, kompanię ckm oraz baterie: artylerii przeciwpancernej i przeciwlotniczej. Jego batalion czołgów i artylerii pancernej posiadał dwie kompanie czołgów i kompanię dział pancernych. Artylerię pułkową stanowiły: bateria artylerii i bateria moździerzy, oraz bateria artylerii przeciwlotniczej. Ponadto występowały kompanie: rozpoznawcza, łączności, saperów oraz pluton obrony przeciwchemicznej. W składzie pułku znajdował się również batalion szkolny będący w praktyce trzecim batalionem piechoty zmotoryzowanej.
Ogółem w pułku było ok. 1.200 żołnierzy. Sprzęt bojowy to: 25 czołgów T-54A (lub T-34/85), 10 ciężkich dział pancernych ISU-122, 9 transporterów opancerzonych BTR-152 i 1 transporter opancerzony BTR-40. Ponadto: 5 dział bezodrzutowych 107 mm B-11, 5 dział bezodrzutowych kalibru 82 mm B-10, 4 armaty polowe 76 mm ZiS-3, 5 armat przeciwpancernych 57 mm ZiS-2, 4 armaty przeciwlotnicze 37 mm 61-K, 4 moździerze 120 mm, 30 granatników przeciwpancernych, 10 wkm PKM-2 i 4 PKM-4.
Skadrowany pułk miał strukturę zbliżoną do pułku rozwiniętego. Zasadnicze różnice dotyczyły batalionów piechoty zmotoryzowanej, z których jeden został skadrowany, a w drugim zmniejszono liczbę kompanii piechoty z 3 do 2. W batalionie istniały tylko trzy plutony. Kompanię saperów zastąpił pluton.
Stan osobowy pułku był o 25% mniejszy i wynosił 886 żołnierzy. Sprzęt bojowy to: 25 czołgów T-54A, 3 działa ISU-122, 6 transporterów opancerzonych BTR-152 i 1 transporter opancerzony BTR-40. Poza tym pułk dysponował 3 działami bezodrzutowymi 107 mm B-11, 3 działami bezodrzutowymi 82 mm B-10, 4 armatami 76 mm ZiS-3, 3 armatami przeciwpancernymi 57 mm ZiS-2, 4 armatami przeciwlotniczymi 37 mm 61-K, 4 moździerzami 120 mm, 21 granatników przeciwpancernymi, 6 PKM-2 i 4 PKM-4
W 1967 w pułku zmechanizowanym znajdowały się trzy bataliony piechoty zmotoryzowanej o składzie: trzy kompanie piechoty zmotoryzowanej i kompania wsparcia, batalion czołgów z trzema kompaniami czołgów, artyleria pułkowa z baterią haubic 122 mm i baterią przeciwpancerną. Samodzielne pododdziały stanowiły kompanie: rozpoznawcza, saperów, łączności, medyczna, remontowa i transportowa oraz plutony: chemiczny, przeciwlotniczy, remontu uzbrojenia i regulacji ruchu.
Pułk liczył 1636 żołnierzy. Jego uzbrojenie stanowiło: 31 czołgów T-54A (T-34/85), 79 transporterów opancerzonych SKOT, 11 samochodów rozpoznawczych BRDM-1, 3 wyrzutnie ppk 3M6 Trzmiel, 6 haubic 122 mm M-30, 9 armat przeciwpancernych 85 mm D-44, 9 moździerzy 120 mm, 9 moździerzy 82 mm, 6 dział bezodrzutowych 82 mm B-10, 94 granatniki przeciwpancerne RPG-2, 132 karabinki-granatniki kbkg wz. 1960, 18 ciężkich karabinów maszynowych, 98 ręcznych karabinów maszynowych i 27 karabinów wyborowych SWD.

## Nazwy pułków

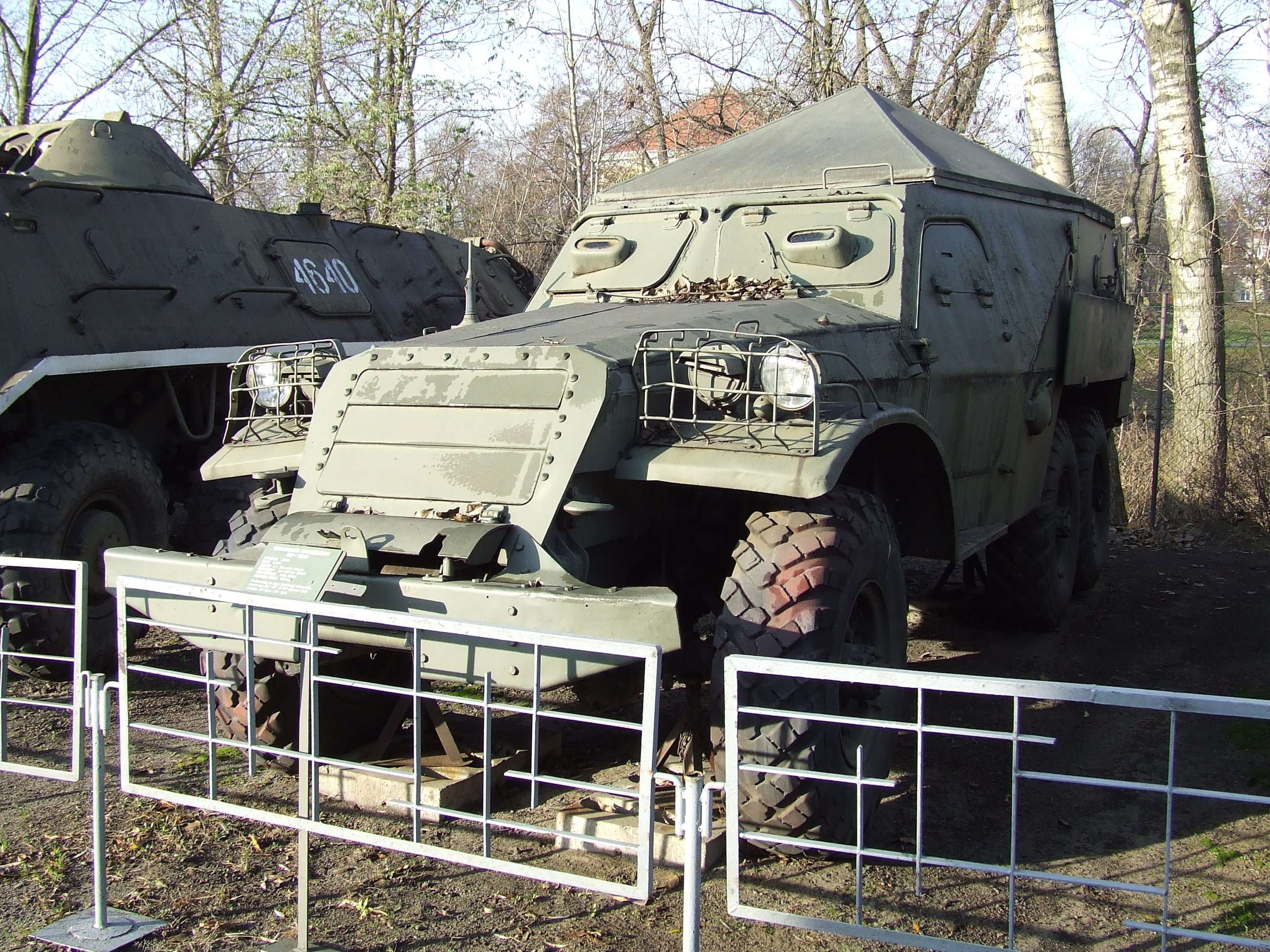
BTR-152

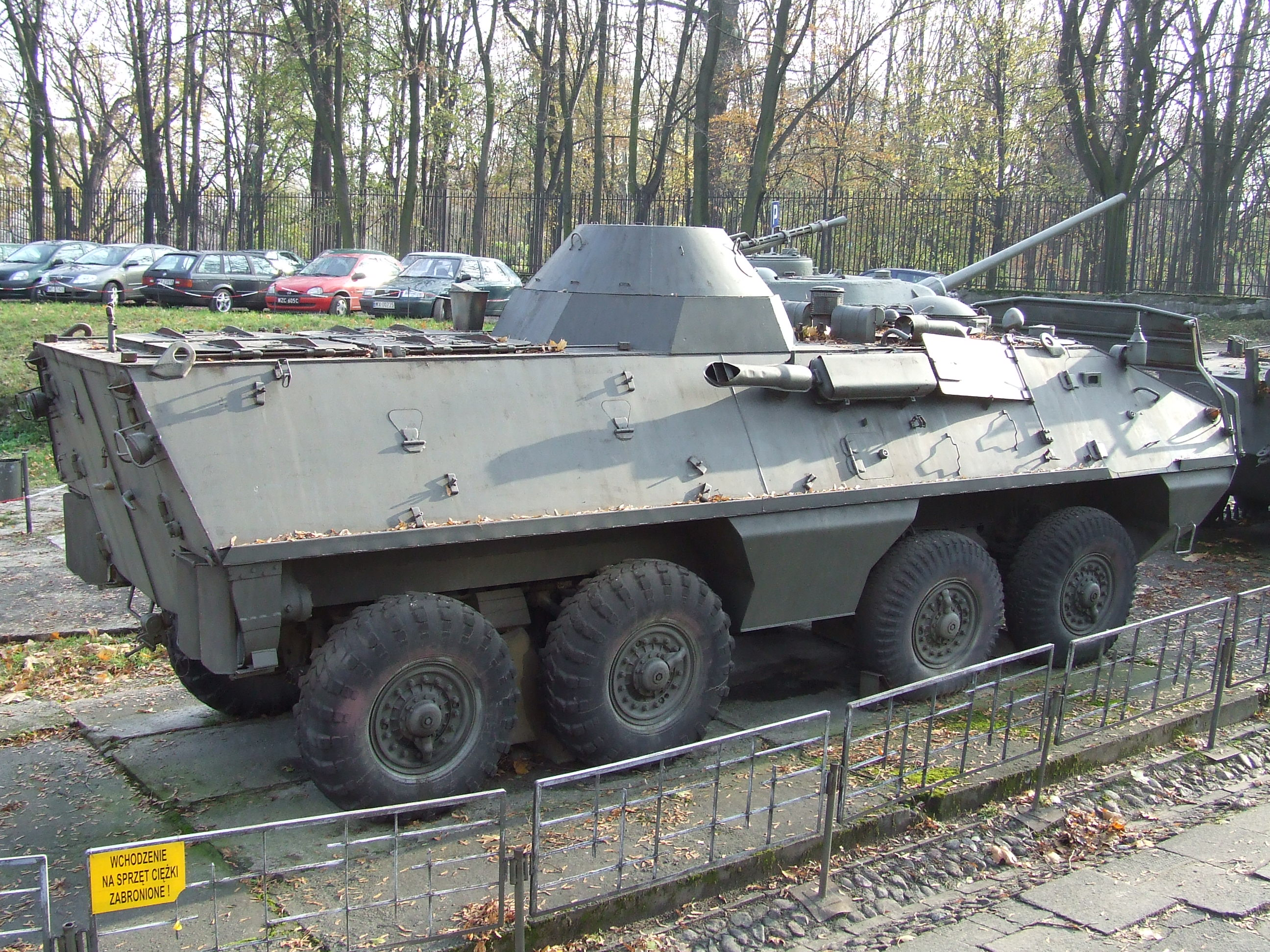
SKOT 2A

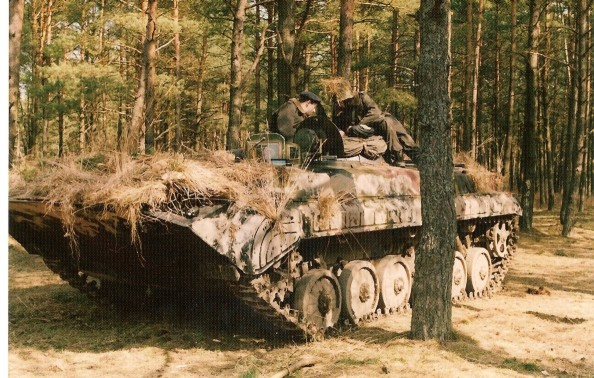
BWP-1

- 1 Praski pułk zmechanizowany – powstał w wyniku przeformowania 1 Praskiego pułku piechoty; podległy 1 Warszawskiej Dywizji Zmechanizowanej; w 1995 przekształcony w 1 BPanc; stacjonował w Wesołej.
- 2 Berliński pułk zmechanizowany – wchodził w skład 1 Warszawskiej Dywizji Zmechanizowanej; stacjonował w Skierniewicach; rozformowany w 1990; jego numer i nazwę przejął 11 pcz z Giżycka; w 1995 przeformowany w 15 BZ.
- 3 Berliński pułk zmechanizowany
- 4 Puławski Pułk Zmechanizowany im. Ludowych Partyzantów Ziemi Kieleckiej
- 5 Kołobrzeski Pułk Zmechanizowany im. Otokara Jaroša – powstał w wyniku przeformowania 5 Kołobrzeskiego pułku piechoty; podległy 12 DZ; w 1995 przekształcony w 12 BZ; stacjonował w Szczecinie.
- 6 pułk zmechanizowany – wchodził w skład 2 DZ; stacjonował w Częstochowie; w latach 90. jego nazwę przejął 49 pz z Wałcza.
- 6 pułk zmechanizowany Legionów – przeformowany w 1989z 49 pz; przyjął numer 6 pz z Częstochowy; wchodził w skład 2 DZ
- 7 pułk zmechanizowany – wchodził w skład 3 DZ; stacjonował w Lublinie;
- 8 Kołobrzeski pułk zmechanizowany – wchodził w skład 3 DZ; stacjonował w Hrubieszowie;
- 9 Zaodrzański pułk zmechanizowany – podległy 12 DZ; w 1995 przekształcony w 6 BKPanc; stacjonował w Stargardzie Szczecińskim.
- 10 pułk zmechanizowany – sformowany w 1990 na bazie 10 pcz; wchodził w skład 10 DZj; stacjonował w Opolu
- 11 Złotowski pułk zmechanizowany
- 12 pułk zmechanizowany – wchodził w skład 4 DZ; stacjonował w Gorzowie Wielkopolskim; w 1995 na jego bazie sformowano 4 BZ.

- 13 pułk zmechanizowany – przemianowany w 1967 z 38 pz; wchodził w skład 5 DPanc; stacjonował w Kożuchowie.
- 14 pułk zmechanizowany – wchodził w skład 9 DZ; stacjonował w Tarnowie.
- 16 Pułk Zmechanizowany im. gen. Gustawa Orlicz-Dreszera[1]
- 17 Drezdeński Pułk Zmechanizowany im. chor. Józefa Ceronika
- 18 pułk zmechanizowany – w 1990 przeformowany z 18 pcz; w 1996 przeformowany na 15 WBKPanc:stacjonował w Wędrzynie
- 25 Nyski pułk zmechanizowany – wchodził w skład 10 DPanc; stacjonował w Opolu.; rozformowany w 1990; jego numer i nazwę przejął 15 pcz z Gliwic;w 1995 przeformowany w 23 Brygadę OT.
- 27 pułk zmechanizowany
- 28 Sudecki pułk zmechanizowany – przemianowany w 1967 z 82 pz; wchodził w skład 8 DZ; stacjonował w Kołobrzegu.
- 29 pułk zmechanizowany – wchodził w skład 11 DZ; stacjonował w Żaganiu.
- 30 pułk zmechanizowany
- 32 Budziszyński Pułk Zmechanizowany im. Hansa Beimlera – wchodził w skład 8 DZ; w 1951 przedyslokowany z Rogowa do Kołobrzegu; w 1990 przeformował się na pułk zunifikowany; w 1994 przekształcony w 8 BZ.
- 33 Nyski pułk zmechanizowany – wchodził w skład 2 Warszawskiej Dywizji Zmechanizowanej; stacjonował w Nysie; rozformowany w 1989; jego numer i nazwę przejął 68 Pułk Czołgów z Budowa;w 1995 przeformowany w 12 BKPanc
- 34 Budziszyński Pułk Zmechanizowany – sformowany z 34 ppzmot; wchodził w skład 8 DZ; w 1958 powtórnie przeformowany na 34 pp (79 pp?) i przekazany 23 DZ; w 1963 przeformowany na 34 pdes; stacjonował w Słupsku;
- 36 pułk zmechanizowany – skadrowany oddział zmechanizowany Sił Zbrojnych PRL stacjonujący w Lublińcu; powstał w 1956 na bazie 36 pp ze składu 2 DP z Częstochowy; wchodził w skład 2 DP z Nysy
- 36 Łużycki pułk zmechanizowany – przemianowany w 1967 z 39 pz; wchodził w skład 8 DZ; stacjonował w Trzebiatowie;
- 37 pułk zmechanizowany – wchodził w skład 15 DZ; stacjonował w Morągu; na jego bazie powstał OMT
- 38 pułk zmechanizowany – wchodził w skład 5 DPanc; stacjonował w Kożuchowie; przemianowany w 1967 na 13 pz;
- 39 pułk zmechanizowany – wchodził w skład 8 DZ; stacjonował w Trzebiatowie; przemianowany w 1967 na 36 pz;
- 40 pułk zmechanizowany – wchodził w skład 10 DPanc; stacjonował w Opolu; przemianowany na 25 pz[1].
- 41 Pułk Zmechanizowany im. mjr. Bronisława Lachowicza – powstał w wyniku przeformowania 41 Pułku Piechoty; podległy 12 DZ; w 1995 przekształcony w 29 BZ; stacjonował w Szczecinie.
- 42 pułk zmechanizowany – wchodził w skład 11 DZ; stacjonował w Żarach
- 45 pułk zmechanizowany – wchodził w skład 3 DZ; stacjonował w Siedlcach;
- 47 pułk zmechanizowany – powstał na bazie 47 pp; podległy 20 DZ; stacjonował w Szczecinku.
- 49 pułk zmechanizowany – wchodził w skład 20 DZ; stacjonował w Wałczu; przemianowany na 6 pz.
- 50 pułk zmechanizowany – sformowany na bazie 50 pp z 21 DP; wchodził w skład 15 DZ; stacjonował w Lidzbarku; przekształcony w 1988 w 50 OMT
- 51 pułk zmechanizowany – pułk 16 DZ
- 53 pułk zmechanizowany – wchodził w skład 15 DZ; stacjonował w Ostródzie; rozformowany w 1957 ("zastąpił go" 50 pz)
- 55 pułk zmechanizowany – wchodził w skład 16 DZ; stacjonował w Braniewie.
- 58 pułk zmechanizowany – pułk 16 DZ
- 59 Pułk Zmechanizowany – pułk 10 DZ
- 64 Pomorski pułk zmechanizowany Strzelców Murmańskich[1]
- 66 pułk zmechanizowany – wchodził w skład 15 DZ; stacjonował w Olsztynie; rozformowany w 1957 ("zastąpił go" 75 pz)
- 67 pułk zmechanizowany – wchodził w skład 11 DZ; stacjonował w Opolu przy ul Plebiscytowej
- 68 pułk zmechanizowany – podległy 20 DZ; stacjonował w Budowie.
- 69 pułk zmechanizowany – sformowany w 1951; wchodził w skład 19 DZ; stacjonował w Słubicach; rozwiązany wiosną 1957
- 71 pułk zmechanizowany – wchodził w skład 10 DZ; stacjonował w Opolu;
- 72 pułk zmechanizowany – sformowany w 1951; wchodził w skład 19 DZ; stacjonował w Garnizon Gubinie; rozformowany w połowie lat 50.
- 73 pułk zmechanizowany Ułanów Karpackich[1] – wchodził w skład 5 DZ; stacjonował w Gubinie
- 75 pułk zmechanizowany – formowany początku lat 50 na bazie 75 pp z 21 DP; wchodził w skład 15 DZ; stacjonował w Bartoszycach; na jego bazie w 1988 powstał 75 OMT.
- 82 pułk zmechanizowany – utworzony w 1958 z 3 BOW; wchodził w skład 8 DZ; stacjonował w Kołobrzegu; przemianowany w 1967 na 28 pz;
- 89 pułk zmechanizowany[1] – wchodził w skład 11 DZ; stacjonował w Żaganiu.
- 94 pułk zmechanizowany – w latach 60. stacjonował w Morągu
- 99 pułk zmechanizowany[1] – wchodził w skład 11 DZ; stacjonował w Żaganiu
- 100 pułk zmechanizowany im. Bohaterów Westerplatte – przeformowany w 1990 z 1 pcz; wchodził w skład 16 DZ; w 1995 przeformowany na 14 BZ; stacjonował w Elblągu.
- 102 pułk zmechanizowany[1] – sformowany na bazie 27 pcz; wchodził w skład 10 DZ; stacjonował w Opolu
- 120 pułk zmechanizowany[1] – wchodził w skład 11 DZ; stacjonował w Świętoszowie